# Голядинец, Владимир Николаевич
Владимир Николаевич Голядинец (укр. Володимир Миколайович Голядинець, позывной — Камень; 18 ноября 1997, Владимир-Волынский — 19 октября 2023, Авдеевка) — украинский военнослужащий, капитан, участник российско-украинской войны. Герой Украины (2024, посмертно).

## Биография
Родился 18 ноября 1997 года в городе Владимир-Волынский Волынской области. В 2022 году окончил Национальную академию сухопутных войск имени гетмана Петра Сагайдачного. После выпуска был призван в 110-ю отдельную механизированную бригаду.
Погиб 19 октября 2023 года во время выполнения служебных обязанностей в районе Авдеевки Донецкой области. Похоронен 25 октября 2023 года на Фёдоровском кладбище.

## Награды
- Звание «Герой Украины» с удостоением ордена «Золотая Звезда» (6 мая 2024, посмертно) — за личное мужество и героизм, проявленные в защите государственного суверенитета и территориальной целостности Украины, верность военной присяге[2].